# Ранис (Тирингија)
Ранис (њем. Ranis) град је у њемачкој савезној држави Тирингија. Једно је од 76 општинских средишта округа Зале-Орла. Према процјени из 2010. у граду је живјело 1.866 становника. Посједује регионалну шифру (AGS) 16075088.

## Географски и демографски подаци
Ранис се налази у савезној држави Тирингија у округу Зале-Орла. Град се налази на надморској висини од 380 метара. Површина општине износи 10,6 km². У самом граду је, према процјени из 2010. године, живјело 1.866 становника. Просјечна густина становништва износи 177 становника/km².